# Aart Verberne
Aart Verberne (Eindhoven, 6 juli 1992) is een Nederlandse voetballer die bij voorkeur als verdediger speelt. Hij stroomde in 2011 door vanuit de jeugd van Helmond Sport.
Verberne maakte op 23 september 2011 zijn debuut als betaald voetballer in de Jupiler League tijdens een wedstrijd in Leeuwarden tussen SC Cambuur en Helmond Sport (2-2). 